# AD 2000
《AD 2000》(公元 2000 AD, 2000 AD)는 홍콩, 싱가포르에서 제작된 진가상 감독의 2000년 영화이다. 곽부성 등이 주연으로 출연하였고 장징 등이 제작에 참여하였다. 2000년 2월 3일 홍콩에서 개봉되었다.

## 출연

### 주연
- 곽부성

### 조연
- 오언조
- 곽비려
- 소흥상
- 연진
- 채낙지

## 한국어 더빙 성우진(MBC)
- 강수진 - 피터 (곽부성)
- 표영재 - 베니 (오언조)
- 배정민 - 샐리나 (곽비려)
- 송준석 - 에릭 (소흥상)
- 최한 - 켈빈 (연개)
- 조현정 - 재닛 (채락지)
- 윤복성 - 그렉 (여량위)
- 이윤연 - 오반장 (오진우)
- 변종필
- 김호성
- 문남숙
- 박신희
- 방성준
- 이원찬
- 정재헌